# Notarieel recht (Zwitserland)
Het Zwitsers notarieel recht is een rechtstak binnen het Zwitsers burgerlijk recht die de werking van het notariaat regelt. Het notarieel recht is in beginsel geregeld in kantonnale wetgeving.

## Geschiedenis

### Opkomst tijdens de late middeleeuwen
In Zwitserland ontstond het ambt van notaris gedurende de middeleeuwen. Notarissen hadden het recht om charters op te stellen die niet voorzien waren van een zegel maar van de notariële handtekening, met dezelfde bewijskracht als een keizerlijk of pauselijk charter. Met de toename van administratieve activiteiten en het gebruik van geschreven taal werden de notarissen meer en meer betrokken bij het opstellen van administratieve documenten. Vanaf de 13e eeuw verschenen in Zwitserland notarissen in religieuze ambten, die zowel geestelijke als wereldlijke zaken behandelden. Vanaf de 14e eeuw werd het beroep van notaris ook door juristen uitgeoefend. Tijdens de late middeleeuwen ontstond het openbaar notariaat in het westen en het zuiden van Zwitserland, voortkomende uit de receptie van het Romeinse recht. In het noorden en het oosten van Zwitserland ontstond een variant op het notarisambt dat niet langer was opgezet in de vorm van vrije notarissen, maar in de vorm van administratieve notarissen. Zo waren gemeentesecretarissen of zogenaamde Landschreiber bevoegd om authentieke akten op te stellen.
De zuidelijke valleien van Graubünden (Mesolcina, Poschiavo en Bregaglia) en Ticino, met name de Sottoceneri, kenden al voor het jaar 1000 een oude vorm van het notarisambt, afkomstig uit Noord-Italië. De registers die werden bijgehouden door de notarissen in Romandië, en met name de registers van de notarissen in de kantons Fribourg en Ticino en het zuiden van het kanton Graubünden, behoren tot de belangrijkste bronnen van de economische en sociale geschiedenis van de late middeleeuwen in Zwitserland.

### Het notarisambt in Romandië
In Romandië, het Franstalige westen van Zwitserland, heeft het notarisambt relatief laat doorgang gevonden. In Genève bijvoorbeeld kende men bijvoorbeeld wel openbare notarissen, maar meestal ging het om zogenaamde notarii curie, die afhankelijk waren van kerkelijke rechtbanken en die in feite beëdigde secretarissen waren van de bisdommen van Genève en Lausanne. Om kracht van wet te verkrijgen, werden hun akten voorzien van een officiële en notariële zegels. In het Franstalige deel van het bisdom Lausanne ontstonden er beëdigde notarissen in de dekenaten van Avenches, Fribourg, Lausanne, Neuchâtel, Ogoz en Vevey. Tot aan de Reformatie werden de notariële akten in het Latijn geschreven, met uitzondering van Neuchâtel, Estavayer-le-Lac en Fribourg, waar de akten reeds vóór 1500 in het Frans werden opgesteld, en in Fribourg ook in het Duits. In Vaud en Genève werden de notarissen in 1536 onder seculiere autoriteit geplaatst, en werden de notariële akten sindsdien verplicht in het Frans opgesteld.
In het bisdom Sion verving het notariaat geleidelijk aan de kanselarijen van de augustijnse kanunniken van Saint-Maurice en van Sion. In 1475 nam de bisschop van Sion Walter Supersaxo de controle over het notarisambt vervolgens op zich. In Fribourg ontstond het notariaat in het midden van de 14e eeuw onder de vorm van beëdigde notarissen die werkten voor de ambtenarij van Lausanne of het decanaat van Fribourg enerzijds en beëdigde secretarissen van de stad Fribourg anderzijds. Ook de stadsecretarissen van Fribourg en Murten waren beëdigd notarissen. Nog later ontstond het notarisambt ook in Neuchâtel, waar het ambt uitgeoefend werd door beëdigde notarissen van de autoriteiten in Besançon en Lausanne en van het decanaat en de kanselarij van de graaf van Neuchâtel.

### Moderne tijd
Terwijl in de 14e eeuw de notarissen nog werden benoemd door de paus, de keizer of de koning, werden ze vanaf de 15e eeuw benoemd door de territoriale heren (edellieden, bisschoppen of gemeenteraden, zoals dat bijvoorbeeld in Genève het geval was vanaf 1536). Bovendien maakt de Reformatie een einde aan de religieuze notarissen. Van 1460 tot het einde van het Ancien régime werden in Bazel, Chur en Sankt Gallen vele notarissen aangesteld door een keizerlijke hoogwaardigheidsbekleder die de titel van paltsgraaf droeg. Naarmate het benoemingsrecht was overgegaan op de lokale overheden, ontstonden ook meer en meer lokale notariële regels en gebruiken. Vrije notarissen werden in de moderne tijd steeds meer aan regels onderworpen, zoals bijvoorbeeld in Bern vanaf 1523. Hun aanstelling verliep volgens een nauwkeurig protocol en rituelen, zoals het overhandigen van een veer, een inktpot, een ring of een diploma. Aan de toegang tot het ambt werden bepaalde voorwaarden gesteld: het was noodzakelijk om een eed af te leggen, van wettige geboorte te zijn, eerlijkheid en oprechtheid te tonen, een goed handschrift en juridische kennis bezitten, enzovoort. Vanaf de 17e eeuw  genoten steeds meer Zwitserse notarissen van een universitaire opleiding, die men vaak in het buitenland had verworven. In Brig was vóór 1550 al een school voor notarissen; andere zulke scholen werden opgericht in Bern in 1661 en vervolgens ook in Lausanne, Genève en Fribourg. In 1718 werden in Bern examencommissies opgericht, gevolgd door Bazel in 1719. Naast de aldus opgeleide notarissen ontstonden vanaf de 16e eeuw vooral in Oost-Zwitserland een nieuwe categorie secretarissen die voortkwamen uit het stedelijk patriciaat en die elkaar vaak opvolgen van vader op zoon.
Gedurende de 19e eeuw werden in verschillende kantons notariswetten ingevoerd, waardoor er een einde kwam aan het gewoonterechtelijk notarieel recht. De toename van de handel en de groeiende behoefte aan transparantie in openbare documenten leidden tot meer regelgeving. Het Franse decreet op het notarisambt van 29 septembre 1791 had vooral invloed op de kantonnale wetten in de Romandische kantons en in Ticino (Wallis en Ticino in 1802, Vaud in 1803, Genève in 1804 en Fribourg in 1805). Hoewel deze kantonnale wetten het notarisambt leken te liberaliseren, waren vrouwen tot in de 20e eeuw grotendeels uitgesloten van het ambt. De invoering van het Zwitsers Burgerlijk Wetboek vereiste een aanpassing van de kantonnale notariswetten met betrekking tot authentieke akten, en dan met name wat betreft de inhoudelijke en procedurele minimumvereisten waaraan ze moesten voldoen.

### Hedendaagse tijd
De organisatie van het Zwitserse notariaat wordt gekenmerkt door haar historische traditie. In sommige kantons gingen het vrije notariaat (uitgevoerd door concessiehouders) en het administratief notariaat (uitgevoerd door ambtenaren) parallel door tot aan de Regeneratie (1813-1848). Sinds 1830 heeft geen enkel kanton het vrije notariaat afgeschaft of beperkt. Heel Franstalig Zwitserland (Fribourg, Genève, Jura, Neuchâtel, Wallis en Vaud), evenals de kantons Aargau, Basel-Stadt, Basel-Landschaft, Bern, Ticino en Uri kennen alleen het vrije notariaat. De kantons Appenzell Ausserrhoden, Appenzell Innerrhoden, Graubünden, Luzern, Nidwalden, Obwalden, Solothurn en Thurgau schakelden gedeeltelijk over van ambtelijke notarissen in vrije notarissen, terwijl de kantons Schaffhausen en Zürich het ambtelijk notariaat behielden. De kantons Glarus, Sankt Gallen, Schwyz en Zug kennen geen notariaat, maar delegeren de bevoegdheid om authentieke akten op te maken aan verschillende personen of autoriteiten. In het begin van de 21e eeuw is het Zwitsers notariaat nog grotendeels een kantonnale aangelegenheid, en zijn het de kantons die het ambt reguleren en er de controle op uitoefenen (artikel 55 van de slottitel van het Burgerlijk Wetboek).

### Middeleeuwen
- (de)  Bautier, R.-H. en Sornay, J., Les sources de l'histoire économique et sociale du Moyen Age. Provence, Comtat Venaissin, Dauphiné, Etats de la Maison de Savoie, volume 2, 1971, 1353-1372.
- (de)  Elsener, F., Notare und Stadtschreiber. Zur Geschichte des schweizerischen Notariats, 1962.
- (de)  Gawlik, A., Schuler, P.-J. e.a., "Notar, Notariat" in Lexikon des Mittelalters, volume 6, 1993, kolommen 1271-1279.
- (de)  Hildbrand, T., Herrschaft, Schrift und Gedächtnis. Das Kloster Allerheiligen und sein Umgang mit Wissen in Wirtschaft, Recht und Archiv (11.-16. Jahrhundert), 1996, 211-229.
- (it)  Mango-Tomei, E. (ed.), Formulari notarili, volume 1, 1991.
- (fr)  Poudret, J.-F., Coutumes et coutumiers. Histoire comparative des droits des pays romands du XIIIe à la fin du XVIe siècle, volume 1, 1998, 205-259.
- (fr)  Roth-Lochner, B., De la banche à l'étude. Une histoire institutionnelle, professionnelle et sociale du notariat genevois sous l'Ancien Régime, 1997.
- (de)  Rück, P., "Die Anfänge des öffentlichen Notariats in der Schweiz (12.-14. Jahrhundert)" in Archiv für Diplomatik, 36, 1990, 93-123.

### Moderne en hedendaagse tijd
- (de)  Carlen, L., Notariatsrecht der Schweiz, 1976.
- (de)  His, E., "Zur Geschichte des Basler Notariats" in Basler Zeitschrift für Geschichte und Altertumskunde, 20, 1922, 1-58.
- (fr)  Mooser, M., Le droit notarial en Suisse, Stämpfli Verlag, Bern, 2014, 538 p.
- (de)  Rennefahrt, H., Aus der Geschichte des bernischen Notariats, 1946.
- (fr)  Schmidt, M., La réformation des notaires dans le Pays de Vaud (1718-1723), 1957.